# André Soares (político)
André Bezerra Ribeiro Soares (Rio de Janeiro, 30 de Dezembro de 1974) é um advogado e político brasileiro filiado ao Democracia Cristã (DC), é formado em Direito pela Universidade Gama Filho, sendo o o segundo filho de R. R. Soares, líder da Igreja Internacional da Graça de Deus.

## Carreira política
André Soares foi eleito pelo Democratas (DEM), com 120.168 votos, a uma das 94 cadeiras de deputado estadual em março de 2007. Quatro anos depois, foi reeleito com 136.919 votos para mandato do quadriênio 2011-2015. Em 2015 tomou posse para o terceiro mandato com 127.373 votos na Assembleia Legislativa de São Paulo (ALESP).

### PL Polêmicos

#### Lei doCouvert
O parlamentar ganhou destaque na imprensa paulista por ser autor da “Lei do Couvert”, que regulamenta a oferta do serviço nos restaurantes de São Paulo.

#### Lei do Vale-refeição
Ele também é autor da “Lei do Vale-refeição”, que proíbe restringir a  aceitação do VR como forma de pagamento.